# كارلوس فالديراما
كارلوس ألبرتو فالديراما بالاسيو (بالإسبانية: Carlos Valderrama)، من مواليد 2 سبتمبر 1961 في سانتا مارتا في كولومبيا، وهو لاعب كرة قدم كولومبي، وقد قاد منتخب كولومبيا لكرة القدم للعب في مونديال 1990 وكأس العالم لكرة القدم 1994 وكأس العالم لكرة القدم 1998، وقد شارك مع منتخب كولومبيا لكرة القدم في 111 مباراة وسجل 11 هدف.

## مسيرتة الرياضية
بدأ مسيرته في عام 1981 مع نادي يونيون ماجدالينا، ولعب بعدها مع نادي مليوناريوس ونادي ديبورتيفو كالي، قبل أن ينضم إلى نادي مونبيلييه الفرنسي في عام 1988، وبعدها انتقل إلى نادي ريال بلد الوليد في عام 1990، قبل أن يعود إلى كولومبيا في عام 1992 ليلعب مع نادي اندبينديينتي ميديلين وأتلتيكو جونيور بين عام 1993 و1996.
و في عام 1996 لعب مع نادي تامبا باي الأمريكي ولعب مع نادي ميامي فوشيون في موسم 1998/1999، قبل أن يعود لنادي تامبا باي في موسم 2000/2001، وبعدها لعب مع نادي كولورادو رابيدس في موسم 2001/2002.
و قد أختاره بيليه ضمن قائمة أفضل 125 لاعب حي في مارس 2004.

## روابط خارجية
- كارلوس فالديراما على موقع الاتحاد الدولي (مؤرشف)  (الإنجليزية)
- كارلوس فالديراما على موقع الدوري الأمريكي (الإنجليزية)
- كارلوس فالديراما على موقع قاعدة بيانات كرة القدم.إي يو (الإنجليزية)
- كارلوس فالديراما على موقع ناشيونال فوتبول تيمز (الإنجليزية)
- كارلوس فالديراما على موقع Soccerway.com (الإنجليزية)
- كارلوس فالديراما على موقع عالم كرة القدم.نت (الإنجليزية)
- كارلوس فالديراما على موقع كووورة